# Creagris
Creagris é um género de coleópteros carabídeos pertencente à subfamília Anthiinae.

## Espécies
O género Creagris contém as seguintes espécies:
- Creagris bigemmis Andrewes, 1931
- Creagris binoculus Bates, 1892
- Creagris bisignata Landin, 1955
- Creagris distracta (Wiedemann, 1823)
- Creagris hamaticollis Bates, 1892
- Creagris labrosa Nietner, 1857
- Creagris lineola Andrewes, 1926
- Creagris rubrothorax Louwerens, 1949
- Creagris wilsonii (Castelnau, 1867)